# La Pintada (Sonora)
La Pintada es un sitio arqueológico representativo al Arte Rupestre en Sonora ubicado a unos 54 kilómetros al sur de la ciudad de Hermosillo, Sonora, México, rumbo a Guaymas, y a 5 kilómetros al oriente de la carretera dentro del cañón “La Pintada”, que también se le conoce como "Macizo del Cerro Prieto", parte de la "Sierra Libre" o "Sierra Prieta", un pequeño macizo montañoso de los llanos que se extiende a lo largo del Desierto de Sonora.
Es uno de los 4 lugares arqueológicos más importantes del estado, junto con la Cultura Trincheras y el Cerro de Trincheras, la zona de La Proveedora en los diversos sitios rupestres circunvecinos a Caborca, y el Arte Rupestre en Cucurpe, en los sitios en el municipio de Cucurpe.
La Pintada, durante mucho tiempo fue un tesoro arqueológico olvidado y el único conocido dado da conocer por Miguel Messmacher (1961), en una tesis de maestría “Las Pinturas Rupestres de la Pintada, Sonora. Un enfoque Metodológico” y andola a conocer como una importante zona arqueológica en su tipo en el estado de Sonora. Este descubrimiento ofrece al visitante un atisbo del legado cultural ancestral, así como una extraordinaria panorámica natural de su flora, fauna y su orografía.
Los grupos que vivían aquí dependían de su entorno para sobrevivir, así del conocimiento del territorio y de la disponibilidad de los recursos, y en especial del agua. Su escasez en un ambiente desértico convierte a los lugares donde abunda el agua en ciertos puntos del territorio. De ahí que la Sierra Libre se erija como un auténtico oasis, contiene muchos yacimientos naturales de agua, y la abundancia líquida se refleja en la cantidad y calidad de los recursos disponibles. Varios contenedores en el Cañón de La Pintada se llenan durante las lluvias de verano y se vuelven a llenar con las lluvias de invierno.
Era un lugar donde, según algunos expertos, grupos nativos, como seris, pimas o yaquis, en sus últimos años se escondían de los españoles. Las cuevas, hondonadas y rocas de esta zona fueron utilizadas por los antiguos indígenas como viviendas, actos funerarios y santuarios.

## El sitio La Pintada
La Pintada comprende dos componentes arqueológicos diferentes; dentro del Cañón se encuentran pinturas rupestres y grabados rupestres, mientras que afuera, en la planicie aluvial del Cañón, se encuentran vestigios de varios campamentos estacionales en una extensa área, caracterizada por una concentración de material arqueológico: cerámica, herramientas de piedra, conchas marinas y artefactos de moler.
Se han identificado 204 diseños de formas humanas, de las cuales 146 son de manos pen positivo; 54 humanos, y 9 de ellas montando un animal; 72 diferentes formas de animales entre ellos 12 ciervos sin astas, y 6 con astas, 11 animales de carga, 10 animales en posición vertical, 9 montados por humanos, 7 bovinos, 4 liebres, 3 aves con alas extendidas, 2 de perfil, 1 canino. Otras figuras geométricas se pueden distinguir entre ellas 48 cuadrangulares, 72 ovales, circulares o curvas, 60 triangulares o angulares y 43 diseños por líneas rectas o puntos. (Messmacher)

### Sitio prehispánico para acampar
La mayoría de los materiales arqueológicos encontrados en estos terrenos, se encuentran dentro de la tradición arqueológica conocida como Central, y son particularmente similares a los encontrados por Edward Mosler y Thomas Bowen en sitios de la región de Tastiota y Punta San Antonio en la parte sur de la Zona Centro. 
Hasta el momento, La Pintada es el sitio asociado a esa tradición arqueológica más alejada de la costa. 
La ocupación de los terrenos de acampada alcanzó su punto máximo entre 700 y 1600 d. C., a juzgar por la abundancia de cerámica tipo tiburón liso; la presencia de esta cerámica así como de otros correspondientes a tipos Seri históricos y modernos muestra una continuidad cultural que permite inferir la presencia de grupos de tradición de la Costa Central así como seris o concaác, sin que ello implique que ocurren los únicos habitantes del lugar o siendo el componente de pintura rupestre su obra de arte exclusiva.

### Pinturas rupestres
El lugar es considerado un centro ceremonial, y es una de las zonas de pintura rupestre de Sonora. No hay edificios ni estructuras. La riqueza arqueológica de Sonora y La Pintada se caracteriza básicamente por los diseños pictóricos y vestigios arqueológicos relacionados con asentamientos ocasionales. Las pinturas representan más de 400 estilos o tipos de diseño diferentes, que fueron dibujadas por diferentes grupos étnicos en diferentes momentos, y probablemente se usaron como centro ceremonial.
Se cree que fue un lugar abierto para acampar, donde la gente se reunía como parte de un circuito grupal de recolectores y cazadores. Durante 1960-1970 se realizó el primer trabajo de investigación minuciosa, desde entonces ha habido algunos trabajos incidentales pero ninguna investigación más formal. Las pinturas son una manifestación artística de lo que había alrededor; describe la visión nativa del medio ambiente en ese entonces, su pensamiento, así como el modo y formas de vida. El sitio fue ocupado por varios grupos en diversas épocas; además se mantuvo como un lugar sagrado, ceremonial y emblemático. 
Se estima que en el sitio existen más de 2,500 de estas manifestaciones gráficas, de las cuales alrededor del 70 por ciento ha sido registrado digitalmente. Las pinturas están distribuidas en un cañón natural como parte de la Zona Arqueológica. Se cree que estos diseños son representaciones de la cosmovisión de los grupos antiguos que ocuparon esta área hace unos 1200 años, así como durante la invasión española. 
Un grupo de técnicos realizó el minucioso análisis y registro digital de estas manifestaciones milenarias, distribuidas en 33 hectáreas. Este trabajo ha permitido conocer que La Pintada fue un espacio importante para grupos diversos humanos, tanto para los grupos cazadores-recolectores que la habitaron durante los siglos XII y XIII, como para los nativos seris, yaquis y pimas que probablemente usaron como centro ritual entre los siglos XVII y XVIII. 
La roca representaba imágenes; Realizadas hace 1200 años, representan fauna local como ciervos, reptiles y aves, representadas por los primeros grupos cazadores-recolectores, al plasmarlas en piedra, posiblemente como parte de antiguos rituales. La representación emblemática de la Zona Arqueológica La Pintada es la pintura denominada “el venado”, es una de las más grandes del sitio, mide 1 por 1.20 metros de altura, en la cual se representa a un niño indígena montando un venado, esta escena corresponde al mito seri del muchacho poderoso. 

### Amigos de la Pintada
Voces independientes buscan mayor disponibilidad de la información. La Asociación “Amigos de la Pintada”, busca mayores recursos para la restauración del sitio por el bien del patrimonio, y son amigos de la ecología y la naturaleza, dispuesta a trabajar un poco “más conscientemente”, ya que 10 años después, no se concluían los trabajos. Se realizó un edificio a manera de estación de entrada, sin embargo no operaba.